# Empire (пісня Шакіри)
«Empire» — другий сингл десятого студійного альбому колумбійської співачки Шакіри — «Shakira». Сингл вийшов 22 лютого 2014.

## Список композицій
Промо-сингл
1. "Empire" — 3:59

Сингл для США, Канади, Великої Британії
1. "Empire" — 3:59

Сингл для Німеччини, Австрії, Швейцарії
1. "Empire" — 3:59
2. "Empire" (I.Y.F.F.E Remix) — 4:11

## Чарти
Тижневі чарти
| Чарт (2014)                                       | Позиція |
| ------------------------------------------------- | ------- |
| Бельгія Belgium (Ultratop 50 Wallonia) (Валлонія) | 15      |
| Болгарія IFPI                                     | 27      |
| Канада Canadian Hot 100                           | 92      |
| Франція SNEP                                      | 82      |
| Угорщина Single Top 40                            | 17      |
| Ірландія IRMA                                     | 60      |
| Ліван The Official Lebanese Top 20                | 8       |
| Шотландія Official Charts Company                 | 21      |
| Словаччина Rádio Top 100                          | 55      |
| Південна Корея Gaon International Chart           | 97      |
| Іспанія PROMUSICAE                                | 29      |
| Велика Британія Official Charts Company           | 25      |
| США Billboard Hot 100                             | 58      |
| США Mainstream Top 40 (Billboard)                 | 26      |

## Продажі
| Країна     | Сертифікат (таблиця продажів та сертифікатів) | Продажі    |
| ---------- | --------------------------------------------- | ---------- |
| США (RIAA) | Платина                                       | +1,000,000 |